# Peroxyde de dicumyle
Pour les articles homonymes, voir DCP.
Le peroxyde de dicumyle (DCP) est un peroxyde organique de formule brute C18H22O2.

## Utilisations
Le peroxyde de dicumyle est principalement utilisé comme agent de réticulation pour les matières plastiques et les caoutchoucs.

## Production
La plus grande usine de production de peroxyde de dicumyle se trouve à Ningbo en Chine. Cette usine est gérée par Nouryon et peut produire jusqu'à 38 000 tonnes de peroxyde de dicumyle par an.